# Villoruebo
Villoruebo és un municipi de la província de Burgos a la comunitat autònoma de Castella i Lleó. Forma part de la comarca d'Alfoz de Burgos. Inclou les pedanies de Mazueco de Lara i Quintanilla Cabrera.

## Demografia
| 1991 | 1996 | 2001 | 2004 |
| ---- | ---- | ---- | ---- |
| 45   | 54   | 53   | 64   |